# Dragon Booster
Pour le jeu vidéo, voir Dragon Booster (jeu vidéo).
Dragon Booster est une série télévisée d'animation canadienne en 39 épisodes de 22 minutes créée par Rob Travalino et Kevin Mowrer, diffusée entre le 23 octobre 2004 et le 16 décembre 2006 sur le réseau CBC et dans le bloc de programmation Jetix aux États-Unis.
En France, la série est diffusée sur TF1 dans TF! et sur Canal J. Au Québec, elle est diffusée à partir de janvier 2005 sur VRAK.TV,,.

## Synopsis
Il y a 3 000 ans, une terrible guerre déchira les dragons et l'Humanité. Afin de mettre un terme à cette guerre, le dernier des Dragons d'Or choisit pour l'aider un humain, qui devint le premier Dragon Booster. Ensemble, ils mirent fin aux conflits et apportèrent un nouvel âge de paix entre dragons et humains.
De nos jours, humains et dragons vivent en paix dans la ville de Dragon City, où l'évènement le plus populaire est le championnat de course de dragons. Mais quelqu'un désire détruire cette paix: Word Paynn, richissime industriel, veut déclencher une nouvelle guerre entre dragons et humains pour dominer le monde. Le seul qui pourrait mettre ses plans en échec est le Dragon Booster et son légendaire Dragon d'Or.
Or, il se trouve que Connor Penn, qui fut autrefois le meilleur ami de Word Paynn et pilote de Dragons, père d'Artha et de Lance Penn, abrite dans son écurie le légendaire Dragon d'Or, Beaucéphalis, surnommé « Beau », qui doit encore choisir son Dragon Booster. Afin d'éviter un tel évènement de se produire, Paynn organise l'enlèvement du Dragon d'Or. Au cours de cette tentative d'enlèvement, Connor Penn est porté disparu, et le Dragon d'Or choisi Artha Penn pour devenir son Dragon Booster. Avec l'aide de ses amis Lance, Parmon et Kitt; et de Mortis, un mage qui lui remet l'Armure du Dragon Booster, Artha et son Dragon doivent déjouer les complot de Word Paynn et les tentatives d'enlèvement de Beau.

## Univers de la série

### Personnages

#### Principaux
- Artha Penn : Artha est le personnage principal. Depuis que son père lui a remis l'étoile d'or et qu'il peut se transformer en Dragon Booster, il essaye d'empêcher Word Paynn de mener ses plans à bien. Moordryd Paynn est son plus grand rival.
- Lance Penn : C'est le petit frère d'Artha.
- Parmon Sean : Il s'agit du meilleur ami d'Artha, et également le cerveau du groupe, chargé de tout l'aspect technique des courses. Il sera choisi pour devenir le Force Booster, allié du Dragon Booster.
- Kitt Wonn : Pilote de course chevronnée, c'est une amie d'Artha Penn (qui a le béguin pour elle). Elle deviendra le Fire Booster.
- Connor Penn : Le père d'Artha. Sous l'identité du mage Mortis, il enseignera à Artha ce que signifie être le Dragon Booster.
- Word Paynn : Il s'agit de l'antagoniste principal de la série. Richissime industriel, Word Paynn veut dominer le monde en déclenchant une nouvelle guerre entre Dragons et Humain. Il est également le père de Moordryd Paynn et prend occasionnellement l'identité du mage noir Drakkus.
- Moordryd Paynn : C'est le fils de Word Paynn et le chef de la bande de l'Œil du Dragon Noir. Il est également le grand rival d'Artha Penn, autant en tant que pilote qu'en tant que Booster, car il est devenu le Ténèbres Booster.

#### Secondaires
- Cain : Il s'agit du meilleur ami de Moordryd, ainsi que son second.
- Armageddon : Il s'agit d'un Démon vieux de plus de 3000 ans, qui est à l'origine de la première guerre entre humains et dragons. Il communique avec Moordryd via son talisman de Ténèbre Booster et lui enseigne l'usage du Draconium Noir.
- Butch : C'est le commentateur attitré de toutes les courses officielles de Dragon City.
- Capitaine Faier : C'est le chef de la Police de Dragon City.
- Akhari : Il s'agit du directeur de l'Académie de Dragon City, qui forme les meilleurs pilotes de dragons de la classe Élite.
- Sentra : Il s'agit de la recruteuse de l'Académie de Dragon City.
- Spratt : C'est le meilleur ami de Lance.

#### Chefs de Bande
- Phistus : C'est le chef de la bande de la Griffe du Dragon, ainsi que du Conseil de la Ville Basse, qui rassemble les chefs des bandes de la ville basse.
- Pyrrah : Elle dirige la bande des Dragons de Feu, qui est réputée pour son fair-play durant les courses de Dragons.
- Khatah : Chef de la bande de l'Ordre Intérieur et champion de la fameuse course de Libris.
- Stewardd : C'est le chef de la bande des Récupérateurs.
- Kawake : Chef de la bande du Dragon Inflexible et ancien champion de dragball.
- Tornade : C'est une élève de l'Académie de Dragon City à la tête de la bande du Vent du Dragon.
- Wulph : C'est le chef de la bande de l'Armée du Dragon, qui est réputée pour ne servir que le plus fort.
- Vociphérus : C'est le chef de la bande des Dragons Hurlants, réputée pour sa fourberie.
- Marianis : Energie Booster, elle est à la tête de la bande des Dragons des Mers.
- Rybit : Ancien élève de l'académie et propriétaire autoproclamé de Libris. C'est également le chef de la bande des Métallistes, réputée pour être des profiteurs de guerre.

### Dragons
- Dragons légendaires:
  - Beau (Beaucépahlis) ♂ (Dragon d'Artha) : Beau est le dragon de légende. Pour être à l'abri de Moudryd, il s'est transformé en dragon bleu et rouge. Le draconium de Beau est or. Beau a été affecté par le Furox, mais il a absorbé l'empreinte.
  - Abandonn ♂ (Dragon de Word Paynn) : Abandonn est un dragon légendaire autrefois transformé par les prêtres pour être plus grand et plus puissant. Il joue dans la même cour que Tyrannis Pax, le dragon de Connor Penn (Mortis), également transformé. Son draconium est un Noir Pur.
  - Tyrannis Pax ♂ (Dragon de Connor Pen) : C'est un grand dragon bipède aussi puissant qu'Abandonn. Autrefois, ce grand dragon était de taille normale, c'était un dragon de classe Energie avec un draconium Bleu. Connor Pen l'a modifié à l'Académie, entraînant une grande influence de draconium Or ainsi que sa taille démesurée. Désormais il est de taille à affronter Abandonn.
- Dragons Antiques: Il s'agit d'anciens dragons ayant participé à la guerre opposants humains et dragons il y a 3000 ans, et dont l'essence est capable de posséder tant humains que dragons et de survivre aux travers d'artéfacts appelé "empreintes substantifiques".
  - Furox : il s'agit d'un ancien dragon de draconium rouge, ennemi de Beaucéphalis, dont l'essence pousse ceux qu'elle possède au carnage et à la guerre. Son essence fut absorbé par le Dragon d'Or.
  - Samurox : Il s'agit d'un ancien dragon de draconium bleu, surnommé le "Prince des Dragons", dont l'essence pousse ceux qu'elle possède à se battre pour le pouvoir.
  - Les Chimères: il s'agit d'anciens dragons dont l'essence met ceux qu'elle affecte face à leurs plus grandes terreurs.
  - Vysox : il s'agit du dragon personnel d'Armaggedon, et le plus redoutable adversaire de l'ancêtre de Beau. Son essence affecte Decepshun (le dragon de Moordryd) en particulier quand Moordryd devient le Ténèbres Booster.
- Dragons verts :
  - Cyrano ♂ (Dragon de Parmon) : Cyrano est le dragon de Parmon, c'est un dragon Bull-Class (Classe Taureau). Grâce au Talisman vert, il peut se transformer en Force Booster. Il a déjà été affecté par le Samurox mais libéré a temps par le Dragon Booster. Le draconium de Cyrano est Vert.
  - Brutaris ♂ (Dragon de Phistus) : Brutalis est un dragon classe Taureau, de draconium Vert. Il a été brièvement transformé par Word Paynn en dragon polychrome avec tous les draconium existants - sauf le draconium d'or (Beaucéphalis) qu'il n'a heureusement pu avoir.
- Dragons bleus:
  - Fracshun ♂ (Dragon de Lence) : Fracshun est un petit dragon jaune, bleu et blanc de classe Energie. Le draconium de Fracshun est Bleu.
  - Shokra ♂ (Dragon de Khatah) : Ce grand dragon bleu est de classe Energie comme la plupart de son espèce. Son draconium est Bleu.
- Dragons rouges:
  - Feux Ardent ♂ (Dragon de Kitt Wonn) : Ardent est un dragon bipède rouge. Son Draconium est Rouge également.
  - Phorrj ♀ (Dragon de Pyrrah) : Ce dragon de magma est légèrement plus grand que Feux Ardent. Elle et Pyrrah furent affecté par le Furox et se sont transformées. Son draconium de base est Rouge.
  - Ferno ♂ (Dragon de Sparkk) : Également un dragon de classe Magma, celui-ci est plus petit que Phorrj. Son draconium est rouge.
- Dragons noirs:
  - Decepshun ♀ (Dragon de Moordryd) : Decepshun est un grand dragon violet. Son draconium est Noir, elle est transformée en Vysox — et Moordryd en Ténèbres Booster — par l'Œil de Dragon, objet renfermant du draconium Noir très concentré, ce qui fait d'elle un dragon vieux de 3 000 ans, tout comme le Légendaire Beaucéphalis.
  - Coershun ♂ (Dragon de Cain) : Ce dragon à un draconium Noir. Il a un corps violet, mais moins maigre que Decepshun.
- Dragons violets:
  - Hyves ♀ (Dragon de Wulph) : Hyve est un dragon bipède tel que Feux Ardent, Phorrj et Ferno. Elle est de couleur violette et possède une cicatrice sur l'œil droit comme son cavalier. Son draconium est Violet tout comme elle.
- Dragons oranges:
  - Prophétie ♂ (Dragon de Reepyr) : Prophétie est le chef du Clans des Prophètes et un dragon de draconium orange rempli de mauvaise foi. Il en a eu assez de voir les dragon réduits à l'état d'animaux domestiques contrôlés par leurs humains et décida donc de préparer une révolution qui devait permettre de aux dragons de dominer leurs humains. Il prit par conséquent possession de son cavalier, Reepyr, par un appareil qui les reliait, ce qui lui donna la faculté de parler à travers son humain. Beau et Artha réussirent cependant à le convaincre que les humains ne sont pas tous mauvais et que ceux-ci pouvaient vivre en harmonie avec les dragons, et Prophétie cessa de prendre possession de Reepyr.
- Dragons gris:
  - Libris (chef des dragons gris) : C'est un grand dragon gris qui a la forme squelettique. Il peut être invoqué par la Corne de Libris. Celui-ci est aussi vieux que Beaucéphalis, Vysox, et le Furox. Autrefois, ce grand dragon squelettique a aidé l'Ancien Dragon Booster à rétablir l'équilibre pendant la Guerre des Dragons et des Humains.

### Artéfacts

#### Talismans
Les talismans permettent aux différents boosters d'acquérir leurs armures
- Talisman or : Le talisman or réagit au bracelet or, qui permet à l'élu (Artha) de se transformer en Dragon Booster.
- Talisman noir : Le talisman noir réagit au bracelet noir qui permet à l'élu (Moordryd) de se transformer en Ténèbres Booster. Il permet aussi à Moordryd de parler à Armaggedon.
- Talisman vert : Permet à Parmon de se transformer en Chevalier Vert Ardent.
- Talisman rouge : Permet à son porteur de devenir le Booster de Feu.

#### Empreintes substantifiques
Les empreintes substantifiques sont des artéfacts extrêmement bien cachés renfermant l'esprit de puissants dragons de la première guerre entre humains et dragons. Ces artéfacts sont particulièrement dangereux non seulement parce qu'une fois fusionnés avec un dragon, ils ramènent les anciens dragons à la vie, mais aussi parce qu'ils peuvent influencer les comportements humains.
- Furox : Le Furox était le dragon de la guerre et un grand rival du Dragon Booster, qui a joué un rôle majeur dans la guerre. Moodryd a fait fusionner cette empreinte avec Beau. Le Furox pousse au carnage tous ceux sous son influence.
- Samurox : Le Samurox était surnommé le "prince des dragons" et il pousse tous ceux sous son influence à se battre pour le pouvoir.
- Nephesox : Renferme l'esprit du dragon gardien des dragons.
- Vysox : Renferme l'esprit du dragon d'Armageddon qui a été vaincu par le Ténèbre Booster. Le Vysox est moins puissant que le Ténèbre Booster.
- Beauscipholox : Renferme l'esprit du premier dragon d'or.

## Épisodes
1. L'élu (part 1)
2. L'élu (part 2)
3. L'antre de feu
4. La joute de dragons
5. La citadelle aux écailles
6. L'esprit d'équipe
7. Le cor de Libris
8. Et 1 et 2 et 3 héros
9. Tant qu'il y a de l'espoir
10. Le circuit des ténèbres
11. L'orgueil du héros
12. Le joueur de dragball
13. Le dragon polychrome
14. L'échange
15. L'empreinte du Samurox
16. Le lien rompu
17. L'antre de la peur
18. Le saut de Lorius
19. Le spectre
20. Dragons, mensonges et vidéo
21. La guerre des prophètes
22. L'antémodule
23. Double jeu
24. Si près des ténèbres
25. Le retour de Drakkus (part 1)
26. Le retour de Drakkus (part 2)
27. Ténèbres booster
28. Le module neuronal
29. L'œil du dragon
30. Le coup monté
31. La plaie du dragon
32. Qui ne se ressemble pas s'assemble
33. Jeu dangereux
34. Bienvenue a Dragon-corp
35. La course de tous les dangers
36. Un nouveau héros
37. La révolte de Cain
38. Une nouvelle alliance
39. La finale

## Voix françaises
- Aurélien Ringelheim : Artha Penn / Dragon Booster
- Fily Keita : Lance Penn
- Gérard Surugue : Connor Penn / Mortis
- Thierry Bourdon : Parmon
- Olivia Dutron : Kitt Wonn
- Daniel Beretta : Word Payn / Drakkus
- Pierre-François Pistorio : Moordryd Payn / Ténèbre Booster

- Version française
  - Studio de doublage : Chinkel
  - Direction artistique : Philippe Roullier
  - Adaptation : Didier Duclos et Xavier Hussenet

 Source et légende : version française (VF) sur RS Doublage